# La jove
La jove (The Young One o La joven) és una pel·lícula dirigida per Luis Buñuel el 1960. Produïda a Mèxic i rodada en anglès, La jove és una de les pel·lícules més serioses de Buñuel, tractant el racisme i la violació. La pel·lícula es va estrenar al Festival de Canes de 1960. Ha estat doblada al català.

## Argument[3]
Basada en una història de Peter Matthiessen anomenada Travelin' Man, explica la història de Traver, un músic de jazz negre fugat després que una dona blanca l'acusés de violació, i que després de robar un vaixell per escapar-se arriba a una illa habitada per Miller i Evalyn, la neta del seu soci recentment mort.
El que segueix és una lluita entre Traver i Miller sobre fusells, recursos i afectes de la jove Evalyn, que cada vegada està més fascinada pel clarinet que toca Traver.

## Premis i nominacions

### Premis
- Menció especial al Festival Internacional de Cinema de Cannes 1960

### Nominacions
- Palma d'Or